# Città di Launceston
La città di Launceston è una delle 29 local government areas che si trovano in Tasmania, in Australia. Essa si estende su di una superficie di 1.405 chilometri quadrati ed ha una popolazione di 64.620 abitanti. La sede del consiglio si trova a Launceston.